# Dekretista

„Váhy spravedlnosti“ – kanonické právo katolické církve

V dějinách kanonického práva byl dekretista studentem a vykladačem Gratiánova dekretu. Stejně jako Gratián se dekretisté snažili o „harmonii nesourodých kánonů“ (concordia discordantium canonum) a pracovali na tom prostřednictvím glos (glossae) a shrnutí (summae) ke Gratiánovi. Stojí v protikladu k dekretalistům, jejichž práce se zaměřovala především na papežské dekretály.
Mezi první dekretisty italské školy patří Paucapalea, Gratiánův žák, Rufinus, který napsal Summa Decretorum, a Huguccio, který napsal Summa super Decreta, nejrozsáhlejší dekretální dílo. Existovala také francouzská škola dekretistů, která začínala Štěpánem z Tournai.